# Annika Jankell

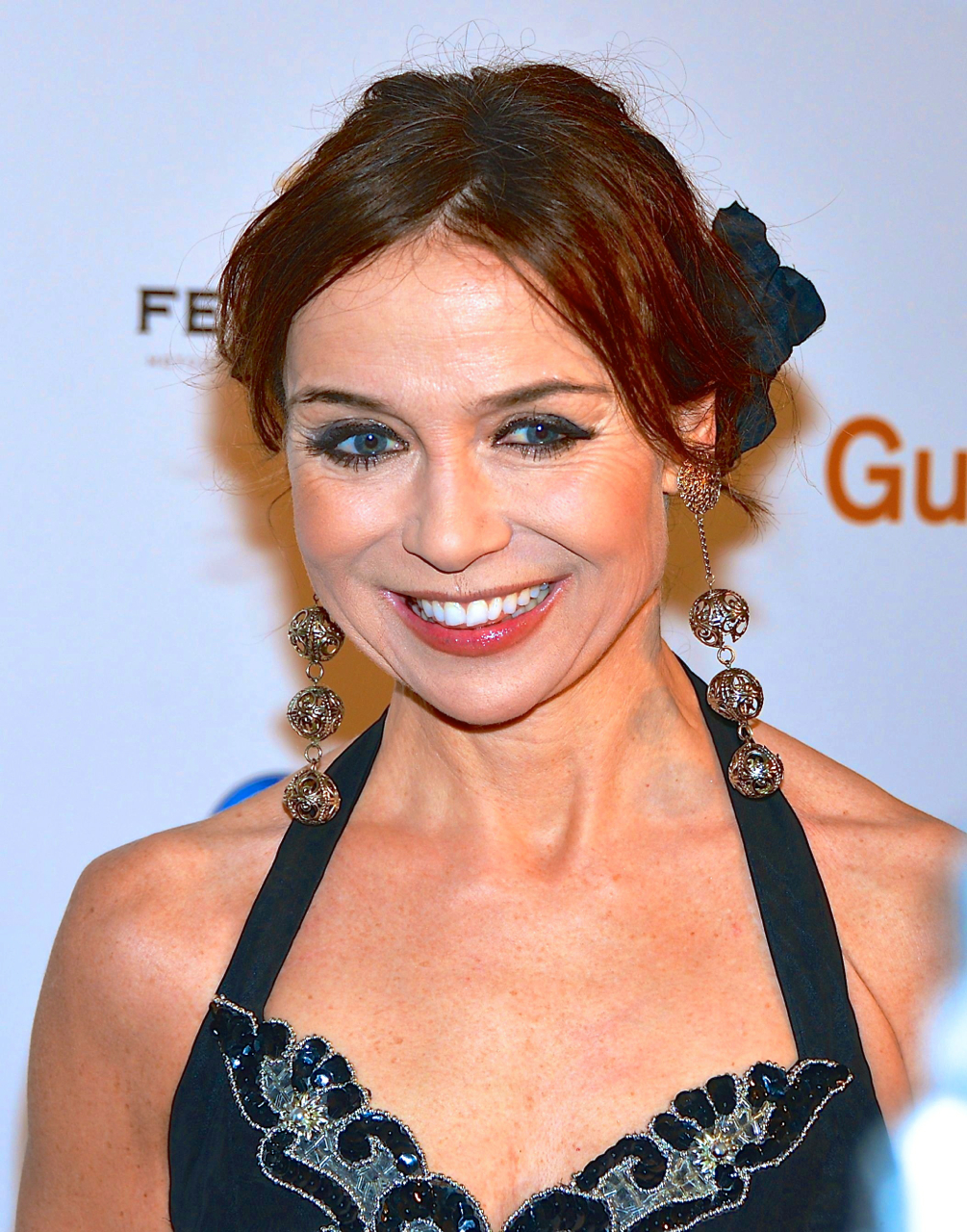
Annika Jankell op het Guldbagge-gala 2013

Annika Hildegard Jankell (Stockholm, 28 december 1961) is een Zweeds presentator en journalist.

## Biografie
Annika Hildegard Jankell werd in 1961 geboren in Stockholm en was een balletdanseres totdat haar carrière op twintigjarige leeftijd eindigde door een knieblessure. Jankell begon haar carrière als presentator van het muziekprogramma Listan op SVT van 1987 tot 1990. In 1990 verhuisde ze naar de commerciële zender TV4 waar ze Bluffmakarna, Liveshow, Direkt från Berns (samen met Anders Lundin) en Sommarvågen presenteerde. Van 1996 tot 1999 was Jankell presentator van TV4 Weekend waar ze bekende persoonlijkheden in cultuur, entertainment en zaken interviewde. Van 2000 tot 2001 was zij hoofdredacteur van het magazine Föräldrar & Barn "Gravid" en tussen 2002 en 2009 werkte ze als redacteur en schrijver bij het magazine Kupé.
Op 12 januari 2003 werd Jankell radiopresentator voor Svensktoppen, de hitlijst op Sveriges Radio. Ze was tevens presentator van Melodifestivalen 2005. Van 2006 tot 2012 presenteerde ze het TV4-ochtendprogramma Nyhetsmorgon. Jankell presenteerde Svensktoppen voor de laatste maal op 19 augustus 2007 en werd vervangen door Carolina Norén. Van 2007 tot 2013 leidde Jankell het populaire culturele entertainmentprogramma P4 Premiär op Sveriges Radio. In januari 2014 begon ze met een eigen talkshow Jankell i P4.

### Privéleven
Jankell is gehuwd met acteur, muzikant en regisseur Thorsten Flinck en ze hebben twee kinderen, Félice Jankell, geboren in 1992, en Happy Jankell, geboren in 1993, die allebei actrice zijn.